# Alblasserdam

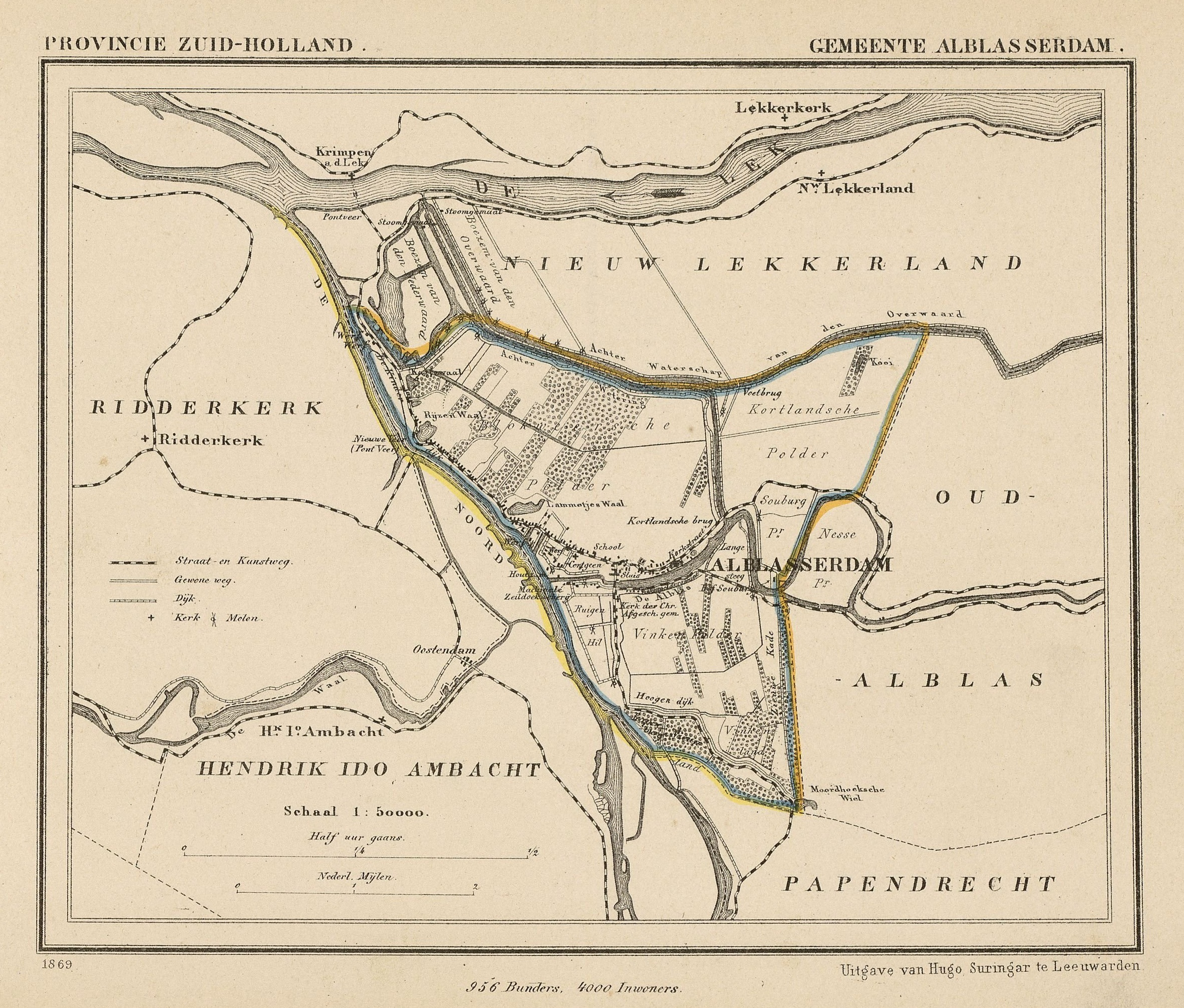
De gemeente Alblasserdam in 1869

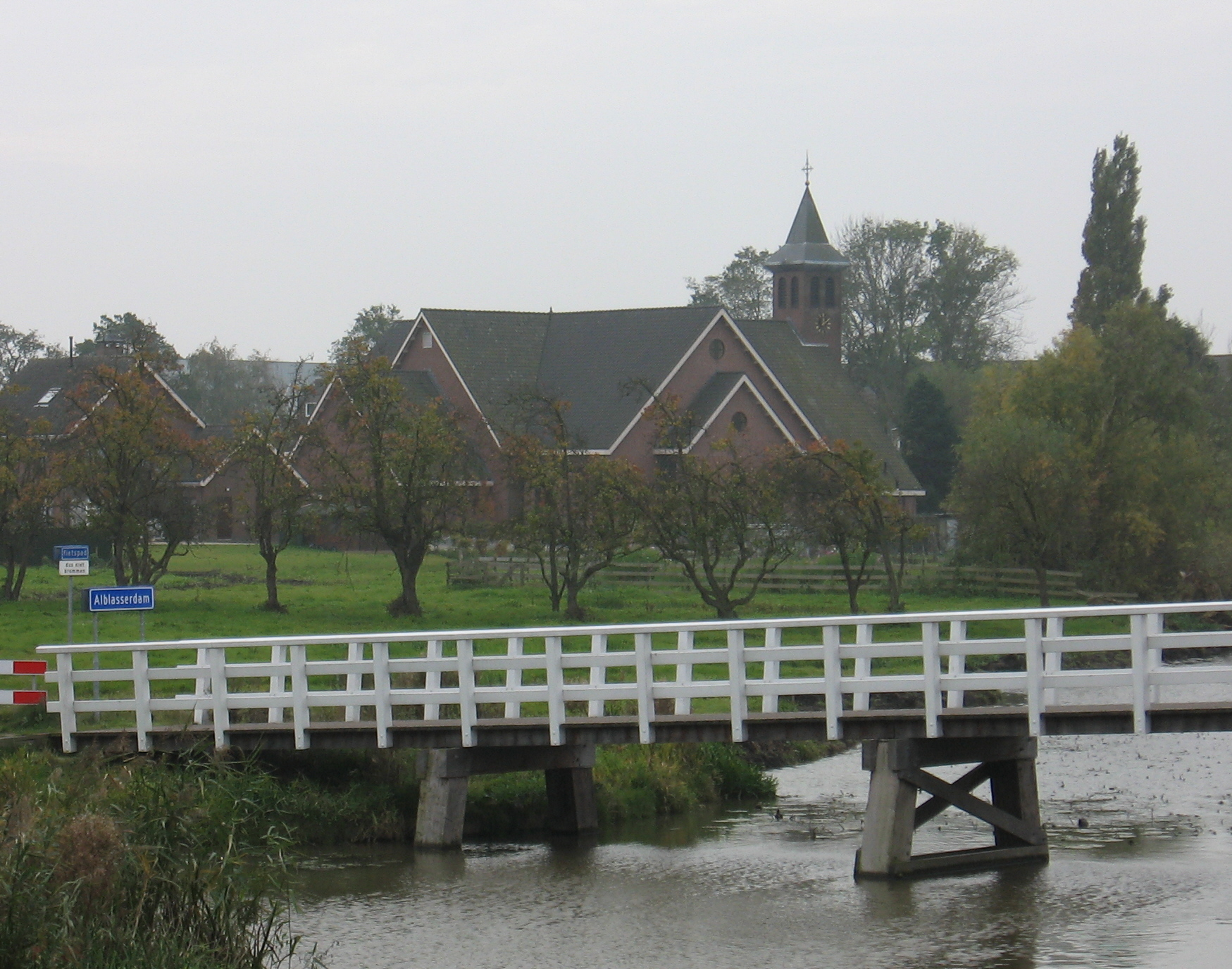
Kerkgebouw Oud Gereformeerde Gemeente

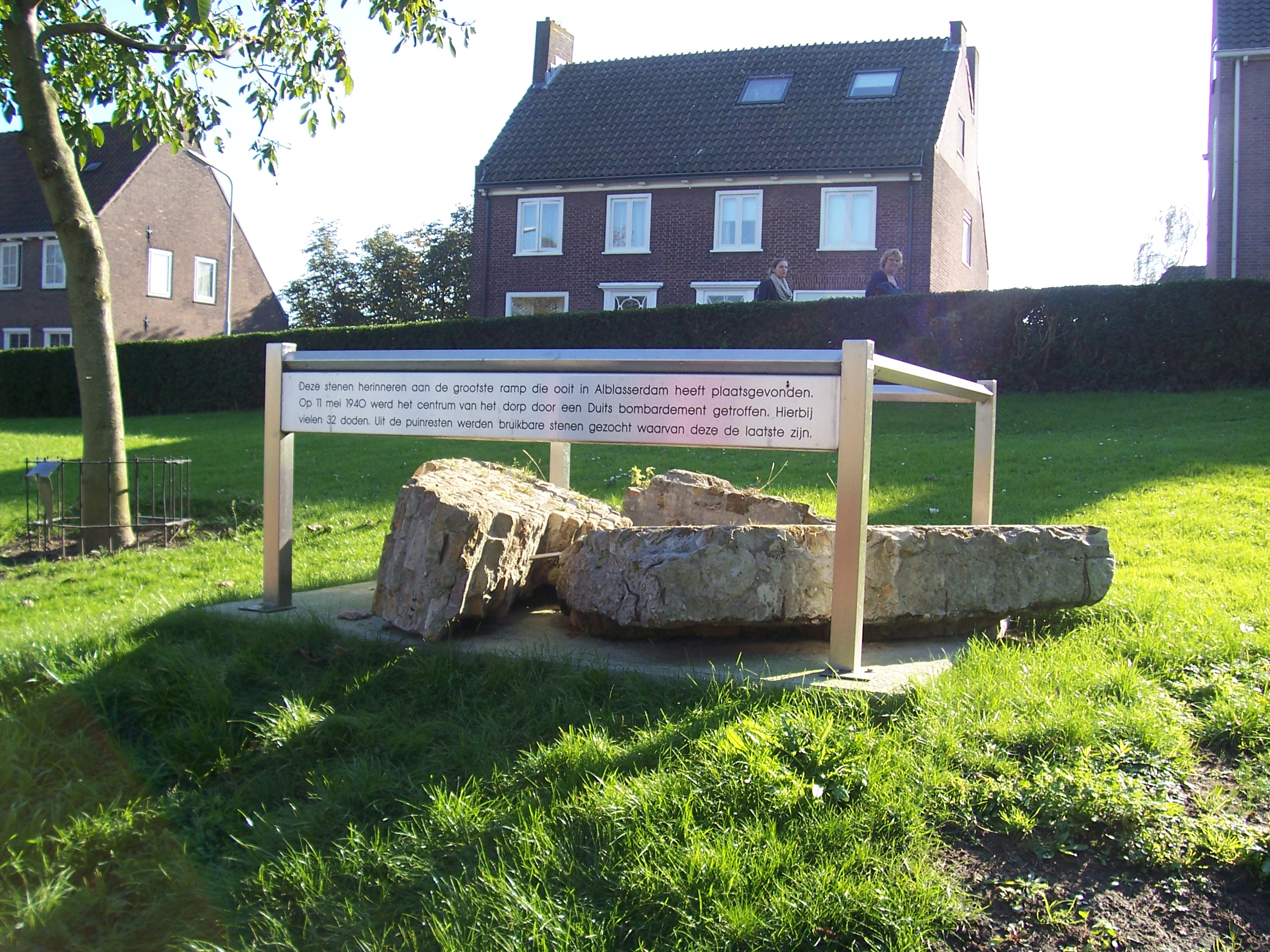
Brokstukken sluismuur, bombardement Alblasserdam 11 mei 1940.

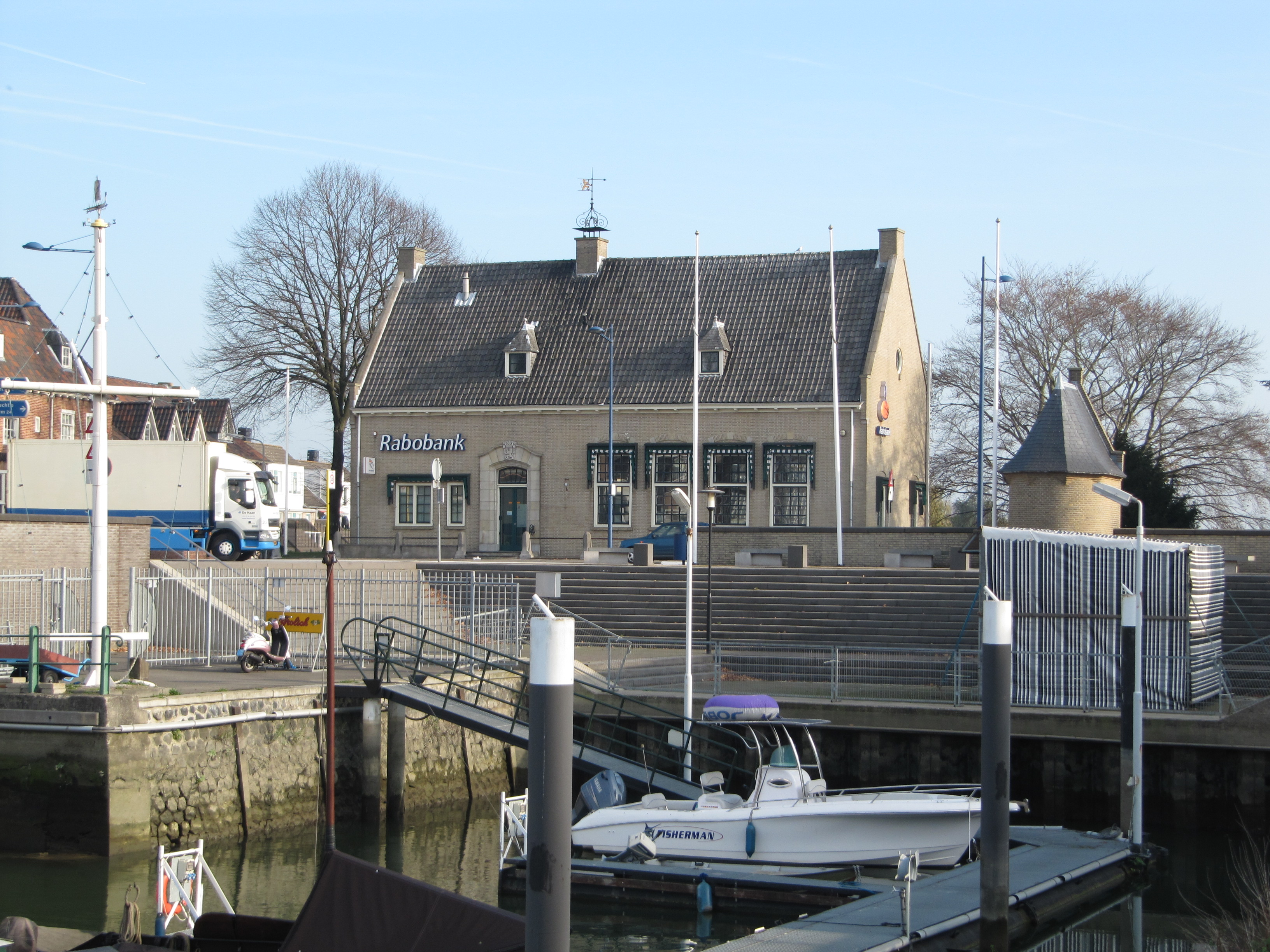
De huidige dam met haven

Alblasserdam (uitspraakⓘ) is een plaats en gemeente in de Nederlandse provincie Zuid-Holland. Binnen de gemeentegrenzen liggen geen andere kernen, behoudens de buurtschap Kortland. De gemeente telt 20.314 inwoners en heeft een totale oppervlakte van 10,06 km², waarvan 8,78 km² land en 1,28 km² water (22 november 2024, Bron: CBS).

## Geschiedenis
De ontstaansgeschiedenis van Alblasserdam is nauw verbonden met het afdammen van de rivier de Alblas. De eerste afdamming vond plaats in 1277, op het grondgebied van het tegenwoordige Oud-Alblas. Rond 1280 vond de tweede afdamming plaats, met een nieuwe dam zo'n 50 meter ten oosten van de huidige locatie. In 1599 werd de dam verplaatst en vervangen door een schutsluis. Deze heeft tot 1997 gefunctioneerd en is toen - in het kader van dijkverzwaring en de teloorgang van beroepsvaart op de Alblas - wederom vervangen door een dam. De naam Alblasserdam wordt voor het eerst genoemd in een kroniek van Melis Stoke uit 1299. Pas op 27 mei 1447 werd Alblasserdam zelfstandig als ambachtsheerlijkheid. Voor die tijd vormde het één geheel met Oud-Alblas.
In de geschiedenis van Alblasserdam heeft water een grote rol gespeeld. Naast de rivier de Alblas, waar Alblasserdam zijn naam aan ontleent, is de rivier De Noord van groot belang geweest voor de groei van Alblasserdam. Door de ligging aan deze rivier was Alblasserdam een gunstige vestigingsplaats voor industrie. Toch kwam pas vanaf het einde van de 18e eeuw de scheepsbouw in het dorp echt op gang. Daarbij was een belangrijke rol weggelegd voor de familie Smit. Alblasserdam heeft in de loop der tijd diverse scheepswerven gekend, waaronder de Oude werf van Cornelis Smit; Verolme Scheepswerf Alblasserdam van Cornelis Verolme; en Werf de Noord, van Jan Ulrich Smit, die later opging in Van der Giessen-de Noord.
De ligging aan het water bracht ook nadelen met zich mee; in de jaren tussen 1350 en 1821 liep de Alblasserwaard 32 keer onder water. Ook de watersnood van 1953 trof een gedeelte van Alblasserdam.
In de meidagen van 1940 werd gevochten om de bij Alblasserdam gelegen Brug over de Noord. De gevechten mondden uit in een bombardement op 11 mei 1940, waarbij het oude centrum van Alblasserdam zwaar werd getroffen. Onder de verwoeste percelen bevonden zich het raadhuis, het gemeenlandshuis, twee hotel-cafés, een kerkgebouwtje, een manege, 26 winkels, zes bakkerijen, 121 woningen (plus vier onbewoonbaar verklaarde), vier schoollokalen en scheepswerf De Noord. De historische Kerkstraat en de karakteristieke dijkbebouwing langs de rivier de Noord zijn echter grotendeels bewaard gebleven.

## Recreatie en evenementen
Alblasserdam is een vertrekpunt voor een fietstocht naar het beroemde molencomplex Kinderdijk, en voor fiets- en kanotochten door de Alblasserwaard. Dankzij de poldermolens van Kinderdijk wist Alblasserdam ondanks de vele overstromingen het hoofd boven water te houden. Zij pompten het overtollige water omhoog om het vervolgens via sluizen op de rivier te pompen (nu is dat werk allang overgenomen door met motoren aangedreven gemalen). De 19 molens geven een fraai aanzicht. In de maanden juli en augustus draaien de molens de hele zaterdag. In de eerste volle week van september zijn de molens 's avonds feestelijk verlicht.
In de winter wanneer de boezems en watergangen zijn bevroren, wordt het gebied veel gebruikt voor een schaatstocht. Soms meer dan tienduizend schaatsers schaatsen dan dagelijks de Molentochten.
Ook op het gebied van recreatie heeft Alblasserdam het een en ander te bieden: een recreatiegebied Lammetjeswiel, een overdekt zwembad en sporthal Blokweer, enkele gymnastieklokalen, het sportpark Molenzicht, specifiek voor korfbal met een kunstgrasveld en drie natuurgrasvelden. Het sportpark Souburgh met zes voetbalvelden, twee kunstgrashockeyvelden, een kunstgrastrainingsveld voor voetbal, twee natuurgrastrainingsvelden voor voetbal, een (halfverharde) atletiekaccommodatie en acht tennisbanen. Bovendien zijn er een tweetal maneges in Alblasserdam.
Tweemaal per jaar worden grote feesten in Alblasserdam georganiseerd. De woensdag in de week van 25 juli is het Sint Jacobus. Een paardenmarkt, een wielerronde en een hippisch festijn worden dan gehouden. Nog drukker is het op de derde zaterdag in september, wanneer het Havenfestival wordt afgesloten met tal van activiteiten. Het Havenfestival begint met Alblaspop, een tweedags feest in een grote tent met bekende muzikanten. Alblaspop heeft eind 2014 het laatste festival gegeven.
In Alblasserdam zijn veel kerkgenootschappen met nog meer kerkgebouwen. Een rijk verenigingsleven, met zang- en muziekverenigingen, scouting, sportclubs en een cultureel centrum.

## Werf
Op de werf van Oceanco worden luxe jachten afgebouwd. De meeste kunnen na voltooiing zonder belemmeringen naar zee varen, maar voor het jacht van Jeff Bezos leek het nodig het middendeel van De Hef in Rotterdam te demonteren. Na protesten werd hiervan afgezien, en is het schip zonder masten richting zee gegaan, en vervolgens afgebouwd.

## Religie
In Alblasserdam bevinden zich vijftien kerken. De Protestantse Kerk in Nederland heeft drie kerken; de Grote kerk, Ichthuskerk en de Brug. Verder zijn er een Nederlandse Gereformeerde kerk, een Hersteld Hervormde Kerk, een Oud Gereformeerde Gemeente in Nederland, een Gereformeerde Gemeente met 1463 leden, een Gereformeerde Gemeente in Nederland met 1451 leden en (tot januari 2022) een Christelijk gereformeerde kerk. Ook zijn er vier evangelische gemeenten en een koninkrijkszaal van de Jehova's getuigen. In de woonkern is daarnaast één moskee gevestigd, de Yunus Emre.

## Winkelen
Alblasserdam kent verschillende winkelcentra. Het grootste winkelcentrum is het overdekte Makadocenter. Een ander winkelcentrum, niet ver daarvandaan, is te vinden rond de Dam en de Plantageweg. Verder is er nog een tweetal winkelstrips, namelijk:
- Winkelcentrum Scheldeplein
- Winkelcentrum Touwbaan (Van Hogendorpweg)

## Aantal inwoners
Volgens het Centraal Bureau voor de Statistiek telt Alblasserdam op 22 november 2024 20.314 inwoners, waarvan 9.853 mannen en 10.216 vrouwen.

## Politiek en bestuur

### College van B&W
Alblasserdam wordt bestuurd door een college van burgemeester en wethouders van VVD, CDA, D66 en ChristenUnie die elk één wethouder leveren.
Burgemeester:
- Jan Willem Boersma (ChristenUnie)

Wethouders:
- Freek de Gier (VVD)
- Margreet de Deugd (CDA)
- Ramon Pardo (D66)
- Marten Japenga (ChristenUnie)

### Gemeenteraad
Samenstelling van de gemeenteraad sinds 1982:
| Gemeenteraadszetels                    | Gemeenteraadszetels | Gemeenteraadszetels | Gemeenteraadszetels | Gemeenteraadszetels | Gemeenteraadszetels | Gemeenteraadszetels | Gemeenteraadszetels | Gemeenteraadszetels | Gemeenteraadszetels | Gemeenteraadszetels | Gemeenteraadszetels |
| Partij                                 | 1982                | 1986                | 1990                | 1994                | 1998                | 2002                | 2006                | 2010                | 2014                | 2018                | 2022                |
| -------------------------------------- | ------------------- | ------------------- | ------------------- | ------------------- | ------------------- | ------------------- | ------------------- | ------------------- | ------------------- | ------------------- | ------------------- |
| SGP                                    | 2                   | 2                   | 3                   | 3                   | 3                   | 3                   | 3                   | 3                   | 4                   | 5                   | 5                   |
| PvdA                                   | 6                   | 7                   | 6                   | 4                   | 5                   | [ a ]               | 6                   | 4                   | 3                   | 4                   | 3                   |
| VVD                                    | 2                   | 2                   | 2                   | 2                   | 2                   | 3                   | 2                   | 3                   | 2                   | 3                   | 3                   |
| CDA                                    | 4                   | 3                   | 4                   | 4                   | 3                   | 4                   | 4                   | 3                   | 3                   | 3                   | 3                   |
| D66                                    | -                   | -                   | -                   | 2                   | 1                   | [ a ]               | -                   | 2                   | 2                   | 2                   | 3                   |
| ChristenUnie (tot 2001: RPF)           | -                   | -                   | -                   | -                   | 1                   | 2                   | 2                   | 2                   | 2                   | 2                   | 2                   |
| Leefbaar Alblasserdam                  | -                   | -                   | -                   | -                   | -                   | -                   | -                   | -                   | 1                   | -                   | -                   |
| Samenwerking Progressief Alblasserdam  | -                   | -                   | -                   | -                   | -                   | 5                   | -                   | -                   | -                   | -                   | -                   |
| Progressieve Samenwerking Alblasserdam | -                   | 1                   | 2                   | 2                   | 2                   | [ a ]               | -                   | -                   | -                   | -                   | -                   |
| Alblasserdams Belang                   | 3                   | 2                   | -                   | -                   | -                   | -                   | -                   | -                   | -                   | -                   | -                   |
| Totaal                                 | 17                  | 17                  | 17                  | 17                  | 17                  | 17                  | 17                  | 17                  | 17                  | 19                  | 19                  |
| Opkomst                                | 71,4%               | 77,9%               | 67,5%               | 69,9%               | 63,6%               | 62,9%               | 65,6%               | 57,2%               | 60,2%               | 59,3%               | 56,49%              |

### Jeugdgemeenteraad
Verder heeft Alblasserdam een jeugdgemeenteraad waarin dezelfde partijen vertegenwoordigd zijn als in de gemeenteraad. De doelstellingen zijn het behartigen van de belangen van de jeugd en het vormen van een kweekvijver voor de gemeenteraad.

## Geboren
- Danny Buijs (1982), profvoetballer en voetbaltrainer
- Gerda Dijksman (1957), politie-ambtenaar en politica
- Cornelis van Eesteren (1897-1988), architect en stedenbouwkundige
- Adri de Gelder (1953-2006), natuurbeschermer
- Jan Graeff (1570/75-16??), bestuurder
- Gert de Groot (1942), politicus
- Dirk Hetterschij (1891-1948), marineofficier
- Herman van der Horst (1910-1976), filmregisseur, -producent en scenarioschrijver
- Kor Kuiler (1877-1951), dirigent en componist
- Patrick van Kerckhoven (1970), dj en muziekproducer (DJ Ruffneck)
- Cees van Kooten (1948-2015), voetballer en voetbaltrainer
- Piet Kraak (1921-1984), voetballer en trainer
- Fred van Leer (1976), stylist en presentator
- Nico Meerburg (1945), politicus
- Jan den Ouden (1938-2016), politicus
- Peter Plaisier (1967), radio-dj
- Koos Schouwenaar (1907-1941), olympisch roeier
- Fop Smit (1777-1866), reder en scheepsbouwer
- Cees van Wingerden (1927-2012), politicus
- Kees Zwamborn (1952), voetbalcoach en profvoetballer

## Partnersteden
Tot 2012 was Sereď (Slowakije) partnerstad van Alblasserdam. In 2012 besloot het gemeentebestuur echter de stedenband op te zeggen.

## Aangrenzende gemeenten
| Aangrenzende gemeenten | Aangrenzende gemeenten | Aangrenzende gemeenten | Aangrenzende gemeenten | Aangrenzende gemeenten |
| ---------------------- | ---------------------- | ---------------------- | ---------------------- | ---------------------- |
|                        |                        | Molenlanden            |                        |                        |
|                        |                        |                        |                        |                        |
| Ridderkerk             | Molenlanden            |                        |                        |                        |
|                        |                        |                        |                        |                        |
| Hendrik-Ido-Ambacht    |                        | Papendrecht            |                        |                        |

## Cultuur

### Monumenten
In de gemeente is er een aantal rijksmonumenten, gemeentelijke monumenten en oorlogsmonumenten, zie:
- Lijst van rijksmonumenten in Alblasserdam
- Lijst van gemeentelijke monumenten in Alblasserdam
- Lijst van oorlogsmonumenten in Alblasserdam

### Kunst in de openbare ruimte
In de gemeente Alblasserdam zijn diverse beelden, sculpturen en objecten geplaatst in de openbare ruimte, zie:
- Lijst van beelden in Alblasserdam

### Film en theater
- Films en andere activiteiten zowel sportief als cultureel worden in Alblasserdam, aangeboden door Cultureel Centrum Landvast.
- Voor theater voorstellingen van muziek tot toneelstukken en cabaret voor jong en oud is er Theater de Willem in Papendrecht.

## Trivia
In 1999 is het 700-jarig bestaan van de naam Alblasserdam gevierd. Op de Dam in het amfitheater is toen door Alblasserdammers een toneelstuk opgevoerd dat in het verleden van Alblasserdam plaatsgehad zou kunnen hebben. Ook was er een markt op het Raadhuisplein waar middeleeuwse ambachten beoefend werden. Het maken van harnassen, het brouwen van bier en het roken van een varken aan een spit was onder meer te zien.